# 의
의(義, 영어: Rectitude)란 기독교, 유대교, 이슬람교, 유교 등의 종교에서 나타나는 개념이다. 의로움은 어떤 사람의 행동이 정당화될 수 있으며, 타의 모범이 될 수 있음을, 또한 유신론적 종교의 경우, 그러한 행동이 신을 기쁘게 할 수 있다는 의미를 내포한다.

-기독교에서 "의"의 의미
다른 종교와 달리, 기독교에서 의는 사람의 행위로 얻을 수 없다.
성경에서 의(Righteousness)는 율법에 대해서는 ‘완전한 의’요, 인격적인 관계 속에서는 ‘신실함’을 의미한다. 한편, 죄를 향한 하나님의 의는 “공의로운 심판”으로 나타난다. 
하지만 하나님의 사랑을 받는 주의 백성들과 자녀들을 향한 하나님의 의는 아브라함과 이삭과 야곱에서 하신 하나님의 언약인데 궁극적으로 십자가에서 나타난 구속의 의이다.

“곧 예수 그리스도를 믿음으로 말미암아 모든 믿는 자에게 미치는 하나님의 의니 차별이 없느니라 모든 사람이 죄를 범하였으매 하나님의 영광에 이르지 못하더니 그리스도 예수 안에 있는 구속으로 말미암아 하나님의 은혜로 값 없이 의롭다 하심을 얻은 자 되었느니라 이 예수를 하나님이 그의 피로 인하여 믿음으로 말미암는 화목 제물로 세우셨으니 이는 하나님께서 길이 참으시는 중에 전에 지은 죄를 간과하심으로 자기의 의로우심을 나타내려 하심이니 곧 이 때에 자기의 의로우심을 나타내사 자기도 의로우시며 또한 예수 믿는 자를 의롭다 하려 하심이니라 그런즉 자랑할 데가 어디뇨 있을 수가 없느니라 무슨 법으로냐 행위로냐 아니라 오직 믿음의 법으로니라 그러므로 사람이 의롭다 하심을 얻는 것은 율법의 행위에 있지 않고 믿음으로 되는줄 우리가 인정하노라”
‭‭로마서‬ ‭3:22-28‬ ‭KRV‬‬